# Monumento a Simón Bolívar (San Francisco)
La Monumento a Simón Bolívar (en inglés: Simon Bolivar Statue) también conocido como el General Bolívar, es una escultura de bronce de Simón Bolívar realizada por Adamo Tadolini. El modelo para esta estatua se encuentra en el Monumento a Simón Bolívar  de la Plaza del Congreso en Lima.

## Características
La estatua de Simón Bolívar fue esculpida por Adamo Tadolini. La estatua ecuestre de larga extensión representa a Simón Bolívar en lo alto de su caballo encabritado, vestido con atuendo militar, incluyendo una capa decorada. Otros accesorios incluyen botas altas, charreteras y una faja; tiene una espada envainada sobre su muslo izquierdo, y sostiene su sombrero en el lado derecho de su cuerpo.
Los dos ejemplares de la obra original, las de Lima y Caracas, fueron realizados en la Fundición Von Müller, en Múnich, Alemania.
La copia en San Francisco fue diseñada por Miriam Gandica Mora, proyectada por Victor Hugo Barrenchea-Villegas e inaugurada en diciembre de 1984. La escultura es administrada por la ciudad y condado de San Francisco y por la comisión de arte de San Francisco.